# ایستگاه کشور
ایستگاه کشور، روستایی از توابع بخش پاپی شهرستان خرم‌آباد در استان لرستان ایران است.
این روستا در دهستان سپیددشت قرار دارد و براساس سرشماری مرکز آمار ایران در سال ۱۳۸۵، جمعیت آن ۲۱۴ نفر (۵۲خانوار) بوده‌است.
این ایستگاه در راه ریلی درود به اندیمشک واقع شده است. جاده خاکی دسترسی به این روستا باریک و از خطرناک‌ترین راه‌های ماشین‌رو در ایران است. 
نزدیک به ۵۰ خانوار که اغلب از کارکنان راه‌آهن هستند، دچار قطعی کامل آب آشامیدنی شده‌اند و در وضعیت وخیمی بسر می‌برند.